# 대한설비건설협회
대한설비건설협회(大寒設備建設協會, Korea Mech. Const. Contractors Association)는 건설산업에서 차지하는 기계설비공사의 중요성이 증대됨에 따라 기계설비공사업의 전문적 육성·발전을 촉진하기 위하여 설립된 법정법인이다. 서울특별시 강남구 학동로 429 (청담동) 설비건설회관 7층에 위치하고 있다.

## 설립 근거
- 건설산업기본법[3]

## 연혁
- 1975년 12월 단종 건설업 면허제도 도입 (법률 제2851호)
- 1976년 11월 단종 건설업(18개 공종)면허발급

- 위생냉난방공사업 161개사, 기계기구설치공사업 39개사등 총 658개사 921개 면허 발급
- 1977년 1월 대한건설협회 단종회원 전국협의회 설립
- 1981년 12월 단종건설업을 전문건설업으로 명칭변경 (법률 제3501호)

- 위생냉난방공사업과 기계기구설치공사업을 통합하여 "설비공사업"으로 업종명 변경
- 1984년 12월 건설업법 개정으로 협회 설립 근거 마련 (법률 제3765호)
- 1985년 10월 대한전문건설협회 창립 (설비공사업자도 전문건설협회 회원)
- 1988년 12월 건설업법 개정으로 업종별 협회 설립 근거 마련 (법률 제5230호)
- 1989년 11월 대한설비공사협회 창립총회 (대한전문건설협회에서 분리 독립)
- 1990년 5월 월간 "설비건설" 협회지 창간
- 1994년 6월 대통령 우수단체 표창 수상 (건설진흥촉진대회시)
- 1996년 5월 대한설비건설공제조합 창립
- 1997년 7월 건설업법을 건설산업기본법으로 전면개정 (법률 제4075호)

- 설비공사업이 "기계설비공사업"으로 업종명 변경
- 가스시설시공업이 전문건설업으로 흡수
- 협회 임의가입제 시행
- 1998년 4월 대한설비건설협회로 협회명칭 변경

- 회원범위를 기계설비공사업 및 가스시설시공업의 복수업종으로 확대
- 1999년 2월 제4대 협회장 및 집행부 취임
- 2002년 3월 제5대 협회장 및 집행부 취임
- 2003년 5월 대한설비건설협회 CI 변경
- 2005년 2월 제6대 협회장 및 집행부 취임
- 2007년 5월 건설산업기본법 개정

- 종합·전문간 겸업제한 폐지 (단,기계설비공사업은 4년유예 2012년 시행)
- 2008년 2월 제7대 협회장 및 집행부 취임
- 2011년 2월 제8대 협회장 및 집행부 취임
- 2012년 1월 종합·기계설비공사업체간 겸업제한 폐지 (2012.01.01)
- 2013년 2월 '녹색건축물조성지원법'에 기계설비 발전계획 조문신설
- 2014년 1월 기계설비공사 분리발주 활성화 조문 신설 (국가계약법 시행령 제68조)
- 2014년 3월 이상일(정도설비 대표이사) 제9대 회장 취임

## 주요 업무
- 건설업자의 시공능력평가 및 공시업무
- 건설공사 실적 등의 신고 접수업무
- 건설산업 정보의 종합관리 업무
- 건설업자가 법위반 발견시 국토교통부 장관에게 보고업무
- 인정기능사 경력증 발급 및 관리업무

## 조직

### 회장
- 공종별협의회
  - 가스
  - 플랜트
  - 자동제어
- 위원회
  - 해기위
  - 기자재
  - 제도개선
  - 시공기술
  - 기술인력
  - 국제협력

### 상임부회장

#### 총괄본부장

##### 기획관리실
- 총무팀
- 기획관리팀

##### 정책지원실
- 건설정책팀

##### 기술지원실
- 기술정책팀
- 기술관리팀

##### 회원지원실
- 회원관리팀
- 정보관리팀

## 시도회
- 서울특별시회[4]
- 인천광역시회[5]
- 경기도회[6]
- 강원도회[7]
- 충청북도회[8]
- 대전세종충남도회[9]
- 전라북도회[10]
- 광주전남도회[11]
- 대구광역시회[12]
- 경상북도회[13]
- 부산광역시회[14]
- 울산경남도회[15]
- 제주특별자치도회[16]

## 같이 보기
- 대한설비건설공제조합
- 대한건설기계협회
- 대한건설기계매매협회
- 한국건설기계산업협회
- 한국건설기계정비협회
- 한국건설감리협회
- 한국건설기술인협회
- 대한건설협회
- 해외건설협회
- 건설워커
- 국토교통부